# Lennart Pehrson
Lennart Pehrson, född 1953, är en svensk journalist och författare.
Lennart Pehrson bor sedan 1984 i New York i USA. Han har varit utrikeskorrespondent i USA i över 25 år och skrivit för bland andra Dagens Nyheter, Sydsvenskan, Dagens Industri och Veckans Affärer.
Hans böcker Ni har klockorna - vi har tiden och Den nya staden har nominerats till Augustpriset.